# Poço de Zamzam

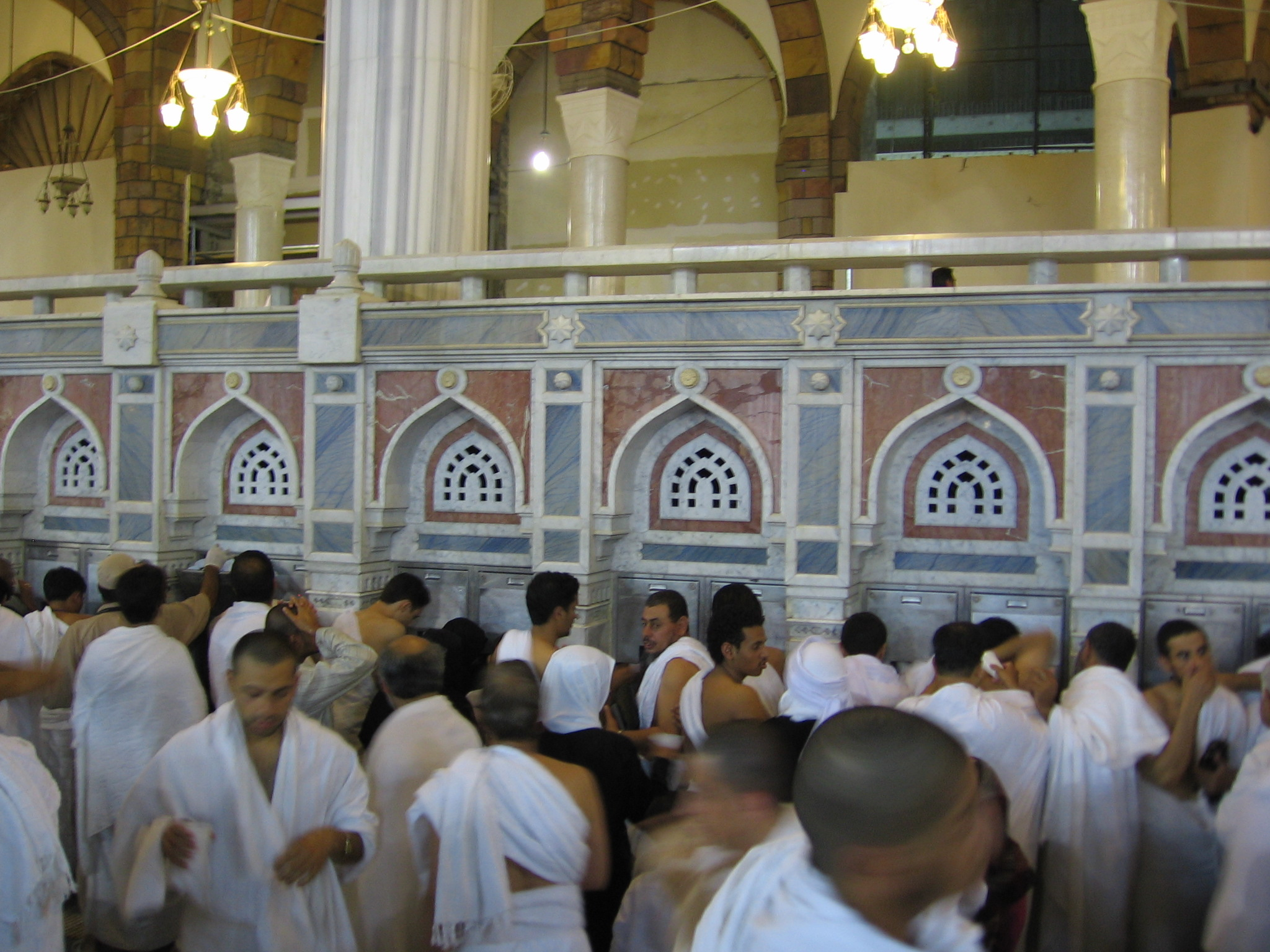
Peregrinos no poço de Zamzam em Meca

O poço de Zamzam (poço Zamzam, ou apenas Zamzam ou Zenzem; em árabe: زمزم, significando «copioso» ou «abundante») é um poço considerado sagrado, localizado em Meca, a poucos metros ao leste da Caaba, Arábia Saudita. Possui 35 metros de profundidade e é coberto por uma cúpula. Segundo a crença islâmica este poço foi aberto pelo Anjo Gabriel, para salvar Agar e seu filho Ismael de morrer de sede no deserto, por isso também é conhecido pelo nome de Poço de Ismael. Milhões de peregrinos visitam o poço a cada ano durante a realização do Haje, e bebem água dele extraída, considerada medicinal.